# Meineckia capillipes
Meineckia capillipes là một loài thực vật có hoa trong họ Diệp hạ châu. Loài này được (S.F.Blake) G.L.Webster mô tả khoa học đầu tiên năm 1965.